# Michigamme
Michigamme is een plaats (census-designated place) in de Amerikaanse staat Michigan, en valt bestuurlijk gezien onder Marquette County.

## Demografie
Bij de volkstelling in 2000 werd het aantal inwoners vastgesteld op 287.
In 2006 is het aantal inwoners door het United States Census Bureau geschat op 261, een daling van 26 (-9.1%).

## Geografie
Volgens het United States Census Bureau beslaat de plaats een oppervlakte van
12,1 km², waarvan 6,5 km² land en 5,6 km² water. Michigamme ligt op ongeveer 496 meter boven zeeniveau.

## Plaatsen in de nabije omgeving
De onderstaande figuur toont nabijgelegen plaatsen in een straal van 36 kilometer rond Michigamme.